# Rosa Roth – Täusche deinen Nächsten wie dich selbst
Täusche deinen Nächsten wie dich selbst ist ein deutscher Fernsehfilm von Carlo Rola aus dem Jahr 2001. Es handelt sich um die dreizehnte Episode der ZDF-Kriminalfilmreihe Rosa Roth mit Iris Berben in der Titelrolle einer Kriminalhauptkommissarin der Berliner Mordkommission. Roth  muss den Mord an einer Frau aufklären, die zuvor entführt worden war, ohne dass ihr Mann das zunächst jemandem erzählte.
Roths Mitarbeiter Charly Kubick, Jürgen Roeder und Karin von Lomanski werden wiederum von Jockel Tschiersch, Zacharias Preen und Carmen-Maja Antoni verkörpert, ihr Vorgesetzter Günther Zorn von Gunter Schoß. Die Haupt-Gaststars dieser Folge sind Katja Flint, Axel Milberg, Simon Licht, Anton Rattinger und Hans Diehl. 

## Handlung
Dem Film vorangestellt ist folgendes Zitat: „Der Abschied schmerzt immer, auch wenn man sich schon lange auf ihn freut.“ (Arthur Schnitzler (1862–1931))
Kathrin, die Ehefrau des Autohändlers Norbert Kamp wird bereits seit einem Monat vermisst, als ihre Leiche in einem Kofferraum eines auf einer Mülldeponie abgestellten Fahrzeugs gefunden wird. Kriminalhauptkommissarin Rosa Roth und ihr Team der Mordkommission Berlin ermitteln. Roth spricht mit Kamp und der Schwester der Toten, einer Hella Senger. Weder der Ehemann noch die Schwester sehen sich in der Lage, die Tote zu identifizieren. Schließlich übernimmt Kamp diese schwierige Aufgabe. Er erzählt der Kommissarin, dass ein Brief mit einer Lösegeldforderung über zwei Millionen Mark in seinem Briefkasten gelegen habe. Er habe erst einmal keine Polizei eingeschaltet, da  diese Bedingung Teil des Briefes gewesen sei. Er habe das Geld nicht besorgen können, da keine Bank ihm einen Kredit geben würde. Als Roth wissen will, ob er der Stimme gesagt habe, dass er das Geld nicht aufbringen könne, meint er nur, ob er das dem Tonband hätte sagen sollen. Weiter erzählt er, dass er später zu dem Ort gefahren sei, wo er den Geldkoffer habe ablegen sollen, nämlich der Mülldeponie. Im Koffer habe sich jedoch nur Zeitungspapier befunden. Roth meint, ob das nicht eine Art von Todesurteil für Kamps Frau gewesen sei. Er antwortet, dass das ein Tipp ihrer Kollegen gewesen sei, die so Kontakt zu dem Entführer hätten herstellen wollen. Des Weiteren findet die Kommissarin es seltsam, dass sich ein Entführer bis zu dem gut einsehbaren Briefkasten vorgewagt und das Risiko auf sich genommen hat, gesehen zu werden. Roth sinniert weiter, vielleicht habe die Geldübergabe ja gar nicht klappen sollen. 
Roth bekommt mit, dass zwischen Kamp und seiner Schwägerin Hella Senger ein angespanntes Verhältnis herrscht. Sie spricht Senger darauf an. Diese erklärt Roth klipp und klar, dass Kamp ihre Schwester nicht geliebt habe, vielleicht habe er es sich eingebildet, aber gebraucht habe er eine richtige Frau. Von dem Barmann Rudi erfährt Roth, dass Hella Kemper vor acht oder neun Jahre einmal eine große Nummer in der Leichtathletik gewesen sei. Hella habe sich dann gedopt, was sie aber immer bestritten habe, und sozusagen über Nacht sei alles aus gewesen. Als Roth anderentags mit Kamp sprechen will, läuft ihr dessen Angestellter Sven Radewald über den Weg. Er äußert, dass Kamp ihm dankbar sei, wenn er ihm seine Schwägerin vom Hals schaffe, die zwei seien wie Feuer und Wasser. Hella sei eine attraktive Frau, habe zwar einen Dachschaden was Männer angehe, sei aber ein Knaller im Bett. Wenn die Kommissarin mehr wissen wolle, solle sie am besten Nadine Schmidt fragen, Hella habe sie aus der Firma gemobbt, weil sie gedacht habe, dass sie etwas mit Kamp habe.
Nur kurze Zeit später wird Nadine Schmidt tot auf der Mülldeponie gefunden, es gibt Parallelen zum Fall von Kathrin Kamp. Als Roth Kamps Firma aufsucht, erzählt ihr Hella Senger, dass Kamp ihr gekündigt habe. Sie deutet an, dass der Brief des Entführers mit einer Schablone geschrieben worden sei, eine solche benutze ihr Schwager auch für seine Anzeigen. Auch gehöre die Hälfte des Grundstücks, auf dem Kamps Firma steht, nach Kathrins Tod nun ihm und dann sei da auch noch eine Lebensversicherung, die er auf Kathrin abgeschlossen habe.
Nachdem man bei der Durchsuchung des Hauses und der Firma von Kamp weder die Schablone noch sonst etwas Verdächtiges gefunden hat, wird die Wohnung von Hella Senger durchsucht, die sich sicher ist, dass man bei ihr nichts finden werde. Kurz darauf spricht Roth mit Kamp, der ihr erzählt, dass er für eine kurze Zeit mit Hella Senger zusammen gewesen sei. Er habe ihre Schwester kennengelernt und sich für diese entschieden, Kathrin sei nicht so hübsch gewesen wie Hella und auch nicht so erfolgreich, aber sie sei immer da gewesen. Roth ist genervt, dass Kamp seine Schwägerin belastet und sie ihn. Das führe zu nichts. Anderentags erhält Roth von Sven Radewald einen Anruf, dass er im Briefkasten habe nachsehen sollen. Darin sei ein Blatt gewesen, auf dem stehe, dass Hella Senger entführt worden sei. Es wird festgestellt, dass Schrift und Text identisch mit dem Blatt sind, das die Lösegeldforderung Kathrins Kamps enthielt. Kurz darauf wird Senger gefesselt im Kofferraum ihres Cabrios entdeckt. Ein Mann mit Mütze über dem Gesicht habe ihr auf dem Gelände des Segelclubs ein Messer an die Kehle gehalten und gedroht, zuzustechen, wenn sie schreie. Schnell steht der Verdacht im Raum, dass Senger sich selbst in diese Lage gebracht hat. Wie schon Kamp ist auch Radewald davon überzeugt, dass Hella zu allem fähig und krank sei.
Es kristallisiert sich immer mehr heraus, dass Hella Senger hinter der Entführung ihrer eigenen Schwester steckte, aber auch, dass Radewald davon wusste und sie damit erpresste, zudem wird die Schablone sichergestellt. Radewald, der von der Entführung wusste und schwieg, wird festgenommen, während Kamp und Senger verschwunden sind. Dann taucht Hella Senger in einem Auto auf und erzählt, dass ihr Schwager zugegeben habe, ihre Schwester und Nadine Schmidt getötet zu haben. Er liege in einem anderen Wagen im Kofferraum und werde sterben. Nur sie wisse, wo das Auto steht. Roth meint, sie solle beweisen, dass sie die Wahrheit sage, man werde ihrem Wagen jetzt folgen, der alle zu dem Versteck bringe. Senger erklärt sich einverstanden. Während der Fahrt wird ihr Wagen immer schneller, es scheint so, als wolle sie die Flucht ergreifen. Vielleicht will sie Kamp aber auch nur mit in den Tod nehmen, so wie sie fährt. Ein Unfall ist unausweichlich. Hella Senger findet dabei den Tod, Kamp kann blutend aus dem Kofferraum des Wagens gerettet werden.

## Produktionsnotizen
Der Film wurde in Berlin und Umgebung gedreht. Die Herstellungsleitung des Films lag bei Jens Christian Susa und Michael Schweiger, die Produktionsleitung bei Steffen Guenther und Sybille Rohde und die Aufnahmeleitung bei Henry Michael Zielske und Alexander Pietrzynski. Produzent des Films war Oliver Berben, der Sohn der Hauptdarstellerin. Für die Redaktion trugen Klaus Bassiner und Alexander Ollig die Verantwortung. Produziert wurde der Film von der Moovie – the art of entertainment GmbH (Berlin) im Auftrag des ZDF.

## Rezeption

### Veröffentlichung
Am 29. Dezember 2001 wurde die Folge Täusche deinen Nächsten wie dich selbst zur Hauptsendezeit im ZDF erstausgestrahlt.
Die Folgen 13–18 der Reihe wurden von Studio Hamburg Enterprises am 30. August 2013 auf DVD herausgegeben. Zudem gab die OneGate Media GmbH am 14. Juli 2023 eine DVD-Version mit den Folgen 1–18 der Reihe heraus.

### Kritik
Das Lexikon des internationalen Films konstatiert: „(Fernseh-)Krimi der Rosa-Roth-Serie, dessen Protagonistin sich erneut mit den wahren Verhältnissen hinter der bürgerlichen Fassade auseinandersetzt. – Ab 16.“
Premiere schrieb zur Erstausstrahlung des Films: „Hochkarätig besetztes, fesselndes Krimipuzzle.“